# Валтер Еренщайн
Вижте пояснителната страница за други личности с името Еренщайн.
Валтер Еренщайн (на английски: Walter Ehrenstein) е германски професор по психология. Той е най-известен с откритието си на значението на цветовете, за да се направи разграничение на фигурата от фона.
През 1941 г. Еренщайн забелязва, че когато квадрат е поставен в кръг, в който има линии, страните на квадрата изглеждат изкривени (Илюзия на Еренщайн). В друг свое наблюдение виж как събрани линии към една точка може да създадат илюзия за светъл диск в средата..